# Gadjiyevo
Gadjiyevo (Russo: Гаджи́ево) ou Gadzhiyevo é uma cidade fechada localizada no Oblast de Murmansque, Rússia. Em 2010 a população da cidade era de 11.068 habitantes.